# Этрепийи (Эна)
Этрепийи́ (фр. Étrépilly) — коммуна во Франции, находится в регионе Пикардия. Департамент коммуны — Эна. Входит в состав кантона Шато-Тьерри. Округ коммуны — Шато-Тьерри.
Код INSEE коммуны — 02297.

## Население
Население коммуны на 2010 год составляло 81 человек.
| 1962 | 1968 | 1975 | 1982 | 1990 | 1999 | 2010 |
| ---- | ---- | ---- | ---- | ---- | ---- | ---- |
| 90   | 107  | 70   | 87   | 87   | 85   | 81   |

## Экономика
В 2010 году среди 53 человек трудоспособного возраста (15—64 лет) 41 были экономически активными, 12 — неактивными (показатель активности — 77,4 %, в 1999 году было 63,6 %). Из 41 активных жителей работали 37 человек (19 мужчин и 18 женщин), безработных было 4 (0 мужчин и 4 женщины). Среди 12 неактивных 3 человека были учениками или студентами, 7 — пенсионерами, 2 были неактивными по другим причинам.